# Melanaspis aristotelesi
Melanaspis aristotelesi  (лат.) — вид полужесткокрылых насекомых-кокцид рода Melanaspis из семейства щитовки (Diaspididae). 

## Распространение
Южная Америка: Бразилия.

## Описание
Мелкие щитовки, диаметр взрослых самок около 1,4 мм, форма тела округлая; основная окраска коричневая. 
Питаются соками таких анакардиевых растений, как Anacardium occidentalis (Anacardiaceae).
Таксон Melanaspis aristotelesi включён в состав рода Melanaspis Cockerell, 1897 вместе с таксонами A. araucariae, A. arnaldoi, A. bondari, A. bromiliae, A. figueiredoi, A. jaboticabae, A. leivasi, A. martinsi, A. saccharicola, A. santensis, A. smilacis.